# My 21st Century Blues
My 21st Century Blues é o álbum de estreia da cantora e compositora britânica Raye. O seu lançamento ocorreu em 3 de fevereiro de 2023, através da Human Re Sources de forma independente. O álbum é o primeiro projeto de Raye após sua saída da Polydor Records em 2021. É o seu primeiro trabalho lançado como artista independente. Foi amplamente co-escrito por Raye sob a produção musical da própria cantora juntamente com Mike Sabath, BloodPop, Pontual e Di Genius.
Musicalmente, My 21st Century Blues incorpora house, pop, blues, dancehall e trip hop, com letras que discutem temas como as lutas da própria Raye contra o vício, insegurança, dismorfia corporal e agressão sexual. 070 Shake e Mahalia são as artistas convidadas do projeto.
O álbum recebeu análises geralmente positivas da mídia especializada. Comercialmente, o álbum estreou no número dois na UK Albums Chart, e foi o mais comprado em lojas independentes de álbuns no Reino Unido. O álbum também entrou em paradas musicais em outros dez territórios, incluindo os Estados Unidos, onde alcançou a posição 58 na Billboard 200. My 21st Century Blues foi promovido pelos singles "Hard Out Here", "Black Mascara", "Escapism" com 070 Shake, "The Thrill Is Gone" e "Ice Cream Man". "Escapism" alcançou o primeiro lugar na UK Singles Chart em janeiro de 2023 e alcançou o top dez em outras 22 paradas musicais.

## Lançamento e promoção
Em setembro de 2022, Raye foi ao Live Lounge da BBC Radio 1 para apresentar "Black Mascara" e um cover de "Running Up That Hill" de Kate Bush. Em 13 de outubro de 2022, Raye anunciou My 21st Century Blues em suas redes sociais junto com o lançamento das canções "Escapism" e "The Thrill Is Gone". Após o lançamento duplo, Raye cantou as duas canções em Later... with Jools Holland. Raye mais tarde cantou "The Thrill Is Gone" no The Graham Norton Show.

### Singles
Em 30 de junho de 2022, Raye lançou o primeiro single do álbum, "Hard Out Here", que foi seu primeiro lançamento independente após sua saída da Polydor Records. O segundo single, "Black Mascara", foi lançado em 24 de agosto de 2022, após ter sido lançado anteriormente no final do videoclipe de "Hard Out Here", dois dias antes do programado. Um lançamento duplo, "Escapism" com 070 Shake e "The Thrill Is Gone" foram lançadas em 12 de outubro de 2022. "Escapism" mais tarde alcançou o primeiro lugar na UK Singles Chart. Em 2 de fevereiro de 2023, um dia antes do lançamento do álbum, o quinto single, "Ice Cream Man", estreou na BBC Radio 1 como Radio 1's Hottest Record.

## Análise da crítica
| Críticas profissionais | Críticas profissionais |
| Pontuações agregadas   | Pontuações agregadas   |
| Fonte                  | Avaliação              |
| ---------------------- | ---------------------- |
| AnyDecentMusic?        | 7.5/10                 |
| Metacritic             | 82/100                 |
| Avaliações da crítica  |                        |
| Fonte                  | Avaliação              |
| AllMusic               | [ 14 ]                 |
| Clash                  | 6/10                   |
| DIY                    | [ 16 ]                 |
| Financial Times        | [ 17 ]                 |
| The Guardian           | [ 1 ]                  |
| The Independent        | [ 18 ]                 |
| The Line of Best Fit   | 7/10                   |
| NME                    | [ 20 ]                 |
| Pitchfork              | 6.6/10                 |
| The Telegraph          | [ 22 ]                 |

No agregador Metacritic, que estabelece uma média de até cem pontos com base nas avaliações críticas, o álbum obteve 82 pontos de aprovação, que foram baseadas em 12 resenhas recolhidas, o que indica "aclamação universal". O agregador AnyDecentMusic? deu 7,5 de 10, com base em sua avaliação do consenso crítico.
Escrevendo para a Clash, Alex Rigotti sentiu que "em sua pressa para contar sua história, My 21st Century Blues sofre de uma segunda metade frenética que amortece o soco no estômago que poderia ter sido". Hayley Milross, da The Line of Best Fit, escreveu que "My 21st Century Blues será rotulado como uma estreia icônica" e que "o álbum tem excelentes pontos altos [que são] faixas que mostram o que trouxe Raye para o primeiro lugar". Ben Tipple, da DIY, afirma que o álbum "[está] refletindo o desejo de Raye de explorar todas as facetas de si mesma, e é autobiográfico em sua essência, seja tocando em desgosto, discriminação ou autoimagem distorcida". Neive McCarthy, da Dork, chamou Raye de "imparável em sua última oferta", acrescentando que ela está "enfrentando todas as dificuldades que se abateram sobre ela ultimamente e está fazendo isso com uma voz suave que se inclina para o jazz e batidas polidas".

## Lista de faixas
| My 21st Century Blues – Edição padrão |                                           |                                                           |                                     |         |  |
| N.º                                   | Título                                    | Compositor(es)                                            | Produtor(es)                        | Duração |  |
| 1.                                    | "Introduction"                            | Austin Lichtenstein Pete Miller                           | Mike Sabath                         | 0:57    |  |
| 2.                                    | "Oscar Winning Tears"                     | Rachel Keen Mike Sabath                                   | Sabath                              | 3:03    |  |
| 3.                                    | "Hard Out Here"                           | Keen Brandon Colbein Justin Tranter Sabath                | Sabath                              | 3:11    |  |
| 4.                                    | "Black Mascara"                           | Keen John Morgan William Lansley                          | Punctual                            | 3:59    |  |
| 5.                                    | "Escapism" (com 070 Shake)                | Keen Danielle Balbuena Sabath                             | Sabath                              | 4:32    |  |
| 6.                                    | "Mary Jane"                               | Keen Sabath                                               | Raye Sabath                         | 3:52    |  |
| 7.                                    | "The Thrill Is Gone"                      | Keen Anton Göransson Isabella Sjöstrand Sabath            | Raye Sabath                         | 3:19    |  |
| 8.                                    | "Ice Cream Man"                           | Keen Michael Tucker Sabath                                | Raye Michael Tucker Sabath          | 4:08    |  |
| 9.                                    | "Flip a Switch"                           | Keen Stephen McGregor                                     | Raye Di Genius Sabath               | 3:21    |  |
| 10.                                   | "Body Dysmorphia"                         | Keen Sabath                                               | Sabath                              | 2:33    |  |
| 11.                                   | "Environmental Anxiety"                   | Keen Jenna Felsenthal Sabath                              | Raye Sabath                         | 3:14    |  |
| 12.                                   | "Five Star Hotels" (com part. de Mahalia) | Keen Mahalia Burkmar Eddie Benjamin Kennedi Lykken Sabath | Sabath Luca Bucceallati Pete Miller | 3:24    |  |
| 13.                                   | "Worth It"                                | Keen Akil King John Hill Sabath                           | Raye Sabath                         | 4:06    |  |
| 14.                                   | "Buss It Down"                            | Keen Antoinette Smith Eyelar Mirzazadeh Sabath            | Raye Miller Sabath                  | 2:36    |  |
| 15.                                   | "Fin"                                     | Keen                                                      | Raye Miller Sabath                  | 0:30    |  |
| Duração total:                        | Duração total:                            | Duração total:                                            | Duração total:                      | 46:49   |  |

## Desempenho comercial

### Paradas semanais
| Parada (2023)                                 | Melhor posição |
| --------------------------------------------- | -------------- |
| Alemanha (Offizielle Deutsche Charts)         | 34             |
| Austrália (ARIA)                              | 97             |
| Bélgica (Ultratop Flandres)                   | 38             |
| Bélgica (Ultratop Valônia)                    | 139            |
| Canadá (Billboard)                            | 25             |
| Escócia (Official Scottish Albums)            | 4              |
| Espanha (PROMUSICAE)                          | 95             |
| Estados Unidos (Billboard 200)                | 58             |
| Estados Unidos (Billboard Independent Albums) | 8              |
| França (SNEP)                                 | 97             |
| Irlanda (Official Irish Albums)               | 13             |
| Lituânia (AGATA)                              | 80             |
| Noruega (VG-lista)                            | 16             |
| Países Baixos (Dutch Charts)                  | 30             |
| Reino Unido (Official Albums Chart)           | 2              |
| Reino Unido (UK Independent Albums Chart)     | 1              |
| Suíça (Schweizer Hitparade)                   | 17             |

## Histórico de lançamento
| Região | Data                   | Formato(s)                                  | Gravadora        | Ref.   |
| ------ | ---------------------- | ------------------------------------------- | ---------------- | ------ |
| Várias | 3 de fevereiro de 2023 | Cassete CD download digital streaming vinil | Human Re Sources | [ 41 ] |